# Raión de Krasnoperekopsk
El raión de Krasnoperekopsk (en ucraniano: Красноперекопський район, en ruso: Красноперекопский район, en tártaro de Crimea: Krasnoperekopsk rayonı) es un raión situado en la República Autónoma de Crimea de Ucrania o República de Crimea, perteneciente a Rusia. Es una de las 25 regiones de esta República. Su capital es la ciudad de Krasnoperekopsk, aunque esta no esté administrativamente dentro del distrito, sino que forma parte del Municipio de Krasnoperekopsk.

## Geografía
La región está situada en el norte de la península de Crimea. El área del distrito está bañada al oeste por las aguas del mar Negro, en la bahía de Karkinit, y en el este por el mar de Syvach. 
Por el distrito pasa el canal de Crimea del Norte además de la principal carretera de une la península de Crimea con el continente ucraniano.
Este distrito cuenta con 8 grandes lagos de sal los cuales son: Aygulske, Kirleutske, Kiyatske, Krasne, Krugle, Stare, Chayka y Yangul. El agua del mar de Syvach es rica en minerales tales como cloruro de magnesio, potasio, bromo y otras sustancias, además la suele cubrir una gruesa capa de lodo viscoso, el cual es posible usar para fines medicinales.
El distrito es el principal productor de cultivo del arroz en Crimea, con más de 13 mil hectáreas cultivo de arroz. La zona es 1.231.100 hectáreas (4,6% del territorio total de la península). Cuentas de tierras agrícolas para 76.264 hectáreas, incluyendo tierras de cultivo, pastos y agua.

## Demografía
Según estimación 2010 contaba con una población total de 31843 habitantes.

## Otros datos
El código KOATUU fue 122300000. El código postal 96000 o 296000, el prefijo telefónico +380 6565 o +7 36565.